# 8005 Albinadubois
8005 Albinadubois (1988 MJ) là một tiểu hành tinh vành đai chính được phát hiện ngày 16 tháng 6 năm 1988 bởi Helin, E. F. ở Palomar.